# Pleconax conoidea
Pleconax conoidea là loài thực vật có hoa thuộc họ Cẩm chướng. Loài này được Šourk. miêu tả khoa học đầu tiên.